# Куду (газоконденсатне родовище)
27°55′34″ пд. ш. 14°36′00″ сх. д. / 27.926° пд. ш. 14.6° сх. д.Куду — офшорне газоконденсатне родовище в Атлантичному океані біля узбережжя Намібії, у 130 км від приморського міста Оран'ємунд. Належить до нафтогазоносного басейну Orange.

## Загальний опис
Відкрите у 1974 році в районі з глибиною моря 168 метрів внаслідок спорудження свердловини Kudu 9A-1. В наступному десятилітті пробурили ще дві свердловини Kudu-2 та Kudu-3, при цьому остання підтвердила наявність суттєвих запасів. Всього ж станом на 2010 рік тут споруджено 7 свердловин. Поклади вуглеводнів виявлено на глибині 4400 метрів під дном океану. Газоматеринськими породами є відкладення барему-апту. Колектори — створені еоловими процесами пісковики, що належать також до баремського віку.
Запаси Куду оцінюються у 39 млрд м³ газу.
Відкриття родовища здійснила американська компанія Chevron Texaco. Надалі права на нього послідовно належали Royal Dutch Shell, Energy Africa і, нарешті, з 2004 Tullow Oil. Потім остання виділила із своєї частки долі для японської Itochu Corporation та Національної нафтової корпорації Намібії. 2010 року готовність ввійти до проєкту висловив «Газпром», при цьому долі Tullow Oil та Itochu повинні були впасти до 31 % і 15 % відповідно. Проте за два роки російська компанія відмовилась від розробки Куду. Причинами тривалої затримки з розвитком проєкту були невирішені питання з оподаткуванням, цінами на газ, а також сумніви в наявності достатньої кількості споживачів електроенергії, на виробництво якої передбачається спрямувати газ Куду.
Існує два варіанти розробки родовища, які об'єднує спорудження газопроводу завдовжки 170 км до електростанції Куду потужністю 800 МВт, яку зведуть в Uubvlei у 25 км на північ від Оран'ємунду. За першим варіантом розробка здійснюватиметься методом природного виснаження, при цьому потужність газогону діаметром 500 мм сягатиме 2,8 млн м³ на добу. За другим над родовищем встановлять плавучу установку, яка окрім потужностей з підготовки також здійснюватиме компремування газу, що дозволить при діаметрі трубопроводу у 450 мм здійснювати транспортування до 3,4 млн м³ на добу. Установка також вироблятиме до 200 барелів конденсату на день.